# Grand Prix Velké Británie 2012
Grand Prix Velké Británie 2012 (oficiálně 2012 Formula One Santander British Grand Prix) se jela na okruhu Silverstone v Northamptonshire ve Velké Británii dne 8. července 2012. Závod byl devátým v pořadí v sezóně 2012 šampionátu Formule 1.

## Kvalifikace
| Poř.                       | No. | Jezdec             | Konstruktér          | Časy v kvalifikaci | Časy v kvalifikaci | Časy v kvalifikaci | Pořadí na startu |
| Poř.                       | No. | Jezdec             | Konstruktér          | Q1                 | Q2                 | Q3                 | Pořadí na startu |
| -------------------------- | --- | ------------------ | -------------------- | ------------------ | ------------------ | ------------------ | ---------------- |
| 1                          | 5   | Fernando Alonso    | Ferrari              | 1:46.515           | 1:56.921           | 1:51.746           | 1                |
| 2                          | 2   | Mark Webber        | Red Bull-Renault     | 1:47.276           | 1:55.898           | 1:51.793           | 2                |
| 3                          | 7   | Michael Schumacher | Mercedes             | 1:46.571           | 1:55.799           | 1:52.020           | 3                |
| 4                          | 1   | Sebastian Vettel   | Red Bull-Renault     | 1:46.279           | 1:56.931           | 1:52.199           | 4                |
| 5                          | 6   | Felipe Massa       | Ferrari              | 1:47.401           | 1:56.388           | 1:53.065           | 5                |
| 6                          | 9   | Kimi Räikkönen     | Lotus-Renault        | 1:47.309           | 1:56.469           | 1:53.290           | 6                |
| 7                          | 18  | Pastor Maldonado   | Williams-Renault     | 1:46.449           | 1:56.802           | 1:53.539           | 7                |
| 8                          | 4   | Lewis Hamilton     | McLaren-Mercedes     | 1:47.433           | 1:54.897           | 1:53.543           | 8                |
| 9                          | 12  | Nico Hülkenberg    | Force India-Mercedes | 1:46.334           | 1:55.556           | 1:54.382           | 14               |
| 10                         | 10  | Romain Grosjean    | Lotus-Renault        | 1:47.043           | 1:56.388           | Bez času           | 9                |
| 11                         | 11  | Paul di Resta      | Force India-Mercedes | 1:47.582           | 1:57.009           |                    | 10               |
| 12                         | 14  | Kamui Kobajaši     | Sauber-Ferrari       | 1:46.649           | 1:57.071           |                    | 17               |
| 13                         | 8   | Nico Rosberg       | Mercedes             | 1:47.724           | 1:57.108           |                    | 11               |
| 14                         | 16  | Daniel Ricciardo   | Toro Rosso-Ferrari   | 1:47.266           | 1:57.132           |                    | 12               |
| 15                         | 19  | Bruno Senna        | Williams-Renault     | 1:47.105           | 1:57.426           |                    | 13               |
| 16                         | 17  | Jean-Éric Vergne   | Toro Rosso-Ferrari   | 1:47.705           | 1:57.719           |                    | 23               |
| 17                         | 15  | Sergio Pérez       | Sauber-Ferrari       | 1:46.494           | 1:57.895           |                    | 15               |
| 18                         | 3   | Jenson Button      | McLaren-Mercedes     | 1:48.044           |                    |                    | 16               |
| 19                         | 21  | Vitalij Petrov     | Caterham-Renault     | 1:49.027           |                    |                    | 18               |
| 20                         | 20  | Heikki Kovalainen  | Caterham-Renault     | 1:49.477           |                    |                    | 19               |
| 21                         | 24  | Timo Glock         | Marussia-Cosworth    | 1:51.618           |                    |                    | 20               |
| 22                         | 22  | Pedro de la Rosa   | HRT-Cosworth         | 1:52.742           |                    |                    | 21               |
| 23                         | 23  | Narain Karthikeyan | HRT-Cosworth         | 1:53.040           |                    |                    | 22               |
| 107% času vítěze: 1:53.718 |     |                    |                      |                    |                    |                    |                  |
| —                          | 25  | Charles Pic        | Marussia-Cosworth    | 1:54.143           |                    |                    | 24               |
| Zdroj:                     |     |                    |                      |                    |                    |                    |                  |

Poznámky
1. ↑  Nico Hülkenberg obdržel trest posunu o 5 míst vzad za neplánovanou výměnu převodovky.
2. ↑  Kamui Kobajaši obdržel trest posunu o 5 míst vzad za zavinění kolize v předchozím závodě.
3. ↑  Jean-Éric Vergne obdržel trest posunu o 10 míst vzad za zavinění kolize v předchozím závodě.
4. ↑  Charles Pic nezaznamenal čas, kterým by se kvalifikoval ve 107 % času vítěze. Start mu byl povolen sportovními komisaři.

## Závod
| Poř.   | No. | Jezdec             | Konstruktér          | Počet kol | Čas/Odstoupení      | Pořadí na startu | Body |
| ------ | --- | ------------------ | -------------------- | --------- | ------------------- | ---------------- | ---- |
| 1      | 2   | Mark Webber        | Red Bull-Renault     | 52        | 1:25:11.288         | 2                | 25   |
| 2      | 5   | Fernando Alonso    | Ferrari              | 52        | +3.060              | 1                | 18   |
| 3      | 1   | Sebastian Vettel   | Red Bull-Renault     | 52        | +4.836              | 4                | 15   |
| 4      | 6   | Felipe Massa       | Ferrari              | 52        | +9.519              | 5                | 12   |
| 5      | 9   | Kimi Räikkönen     | Lotus-Renault        | 52        | +10.314             | 6                | 10   |
| 6      | 10  | Romain Grosjean    | Lotus-Renault        | 52        | +17.101             | 9                | 8    |
| 7      | 7   | Michael Schumacher | Mercedes             | 52        | +29.153             | 3                | 6    |
| 8      | 4   | Lewis Hamilton     | McLaren-Mercedes     | 52        | +36.463             | 8                | 4    |
| 9      | 19  | Bruno Senna        | Williams-Renault     | 52        | +43.347             | 13               | 2    |
| 10     | 3   | Jenson Button      | McLaren-Mercedes     | 52        | +44.444             | 16               | 1    |
| 11     | 14  | Kamui Kobajaši     | Sauber-Ferrari       | 52        | +45.370             | 17               |      |
| 12     | 12  | Nico Hülkenberg    | Force India-Mercedes | 52        | +47.856             | 14               |      |
| 13     | 16  | Daniel Ricciardo   | Toro Rosso-Ferrari   | 52        | +51.241             | 12               |      |
| 14     | 17  | Jean-Éric Vergne   | Toro Rosso-Ferrari   | 52        | +53.313             | 23               |      |
| 15     | 8   | Nico Rosberg       | Mercedes             | 52        | +57.394             | 11               |      |
| 16     | 18  | Pastor Maldonado   | Williams-Renault     | 51        | +1 kolo             | 7                |      |
| 17     | 20  | Heikki Kovalainen  | Caterham-Renault     | 51        | +1 kolo             | 19               |      |
| 18     | 24  | Timo Glock         | Marussia-Cosworth    | 51        | +1 kolo             | 20               |      |
| 19     | 25  | Charles Pic        | Marussia-Cosworth    | 51        | +1 kolo             | 24               |      |
| 20     | 22  | Pedro de la Rosa   | HRT-Cosworth         | 50        | +2 kola             | 21               |      |
| 21     | 23  | Narain Karthikeyan | HRT-Cosworth         | 50        | +2 kola             | 22               |      |
| Ret    | 15  | Sergio Pérez       | Sauber-Ferrari       | 11        | Kolize              | 15               |      |
| Ret    | 11  | Paul di Resta      | Force India-Mercedes | 2         | Poškození po kolizi | 10               |      |
| DNS    | 21  | Vitalij Petrov     | Caterham-Renault     | 0         | Motor               | 18               |      |
| Zdroj: |     |                    |                      |           |                     |                  |      |

## Průběžné pořadí po závodě
Pohár jezdců
|   | Pořadí | Jezdec           | Body |
| - | ------ | ---------------- | ---- |
|   | 1      | Fernando Alonso  | 129  |
|   | 2      | Mark Webber      | 116  |
| 1 | 3      | Sebastian Vettel | 100  |
| 1 | 4      | Lewis Hamilton   | 92   |
| 1 | 5      | Kimi Räikkönen   | 83   |

Pohár konstruktérů
|   | Pořadí | Konstruktér      | Body |
| - | ------ | ---------------- | ---- |
|   | 1      | Red Bull-Renault | 216  |
| 2 | 2      | Ferrari          | 152  |
|   | 3      | Lotus-Renault    | 144  |
| 2 | 4      | McLaren-Mercedes | 142  |
|   | 5      | Mercedes         | 98   |